# Flabellum curvatum
Flabellum curvatum är en korallart som beskrevs av Henry Nottidge Moseley 1881. Flabellum curvatum ingår i släktet Flabellum och familjen Flabellidae. Inga underarter finns listade i Catalogue of Life.